# شب‌های روشن (فیلم ۱۹۵۷)
شب‌های روشن (به ایتالیایی: Le notti bianche) فیلمی‌ست ایتالیایی به کارگردانی لوکینو ویسکونتی محصول سال ۱۹۵۷ که بر اساس داستان «شب‌های روشن» اثر فیودور داستایوفسکی ساخته شده‌است.

## داستان

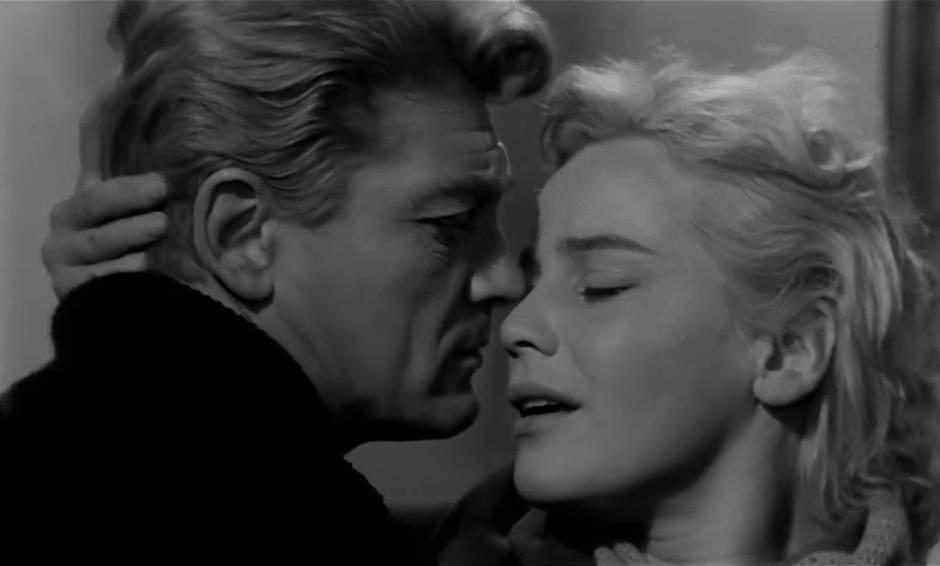
سکانسی از فیلم شب های روشن

فیلم با ورود تازه‌واردی به نام ماریو (مارچلو ماسترویانی) به شهری غریب آغاز می‌شود. او مردی تنها و منزوی‌ست و شب‌ها را به پرسه در کوچه‌های شهر می‌گذراند. یکی از این شب‌ها دختری گریان بر روی پل توجهش را جلب می‌کند و به این ترتیب با ناتالیا (ماریا شل) آشنا می‌شود. ناتالیا داستان زندگیش را برای ماریو روایت می‌کند؛ از مادربزرگ سختگیرش می‌گوید و از مردی که دوستش دارد و در نهایت رازش را فاش می‌کند: او با محبوبش قراری دارد، قرارست چهار شب در این محل در ساعتی معین به انتظار او بماند تا مرد از سفری یک‌ساله برگردد. ماریو که به ناتالیا دلباخته است، شب‌ها را با او به انتظار می‌ماند و در شب چهارم با این امید که محبوب ناتالیا هرگز نخواهد آمد به او ابراز عشق می‌کند. با آمدن مرد عاشق، ناتالیا ماریو را ترک می‌کند. ماریو، باز هم به تنهایی خود پناه می‌برد.

## واکنش منتقدان
این فیلم ابتدا با بی‌اعتنایی و روگردانی منتقدان ایتالیایی مواجه شد اما بعدها به عنوان اثری کلاسیک در سینمای نوین ایتالیا و نمونه‌ای درخشان از ارائه بهترین روش اقتباس سینمایی از یک اثر ادبی شناخته شد.